# Sempigny
Sempigny – miejscowość i gmina we Francji, w regionie Hauts-de-France, w departamencie Oise.
Według danych na rok 1990 gminę zamieszkiwały 772 osoby, a gęstość zaludnienia wynosiła 175 osób/km² (wśród 2293 gmin Pikardii Sempigny plasuje się na 372. miejscu pod względem liczby ludności, natomiast pod względem powierzchni na miejscu 931.).